# Grad Valjevo
Grad Valjevo (ćirilica: Град Ваљево) je grad (bivša općina) u Kolubarskom okrugu u Središnjoj Srbiji. Središte upravne jedinice je naselje Valjevo.

## Zemljopis
Grad Valjevo se graniči na sjeveru s općinama Ub i Koceljeva, na zapadu s Osečinom i Ljubovijom, na jugu s Bajinom Baštom i Kosjerićem i na istoku s Mionicom i Lajkovcem.

## Stanovništvo
Prema popisu stanovništva iz 2002. godine gradsko područje je imalo 96.761 stanovnika, raspoređenih u 78 naselja.

## Vanjske poveznice
- Službena stranica općine[neaktivna poveznica]